# Eparquía de Palmira de los greco-melquitas
La eparquía titular de Palmira de los greco-melquitas (en latín: Eparchia Palmyrena Graecorum Melkitarum) es una eparquía titular de la Iglesia católica conferida a miembros de la Iglesia greco-melquita católica. Corresponde a una antigua diócesis del patriarcado de Antioquía cuya sede estaba en la ciudad de Palmira en la actual Siria. 

## Historia
Palmira, cuyas ruinas se encuentran en la ciudad siria de Palmira o Tadmor, es una antigua sede episcopal de la provincia romana de Fenicia, segunda en la diócesis civil del Oriente. Formó parte del patriarcado de Antioquía y era sufragánea de la arquidiócesis de Damasco. En 273 Palmira se rebeló contra el Imperio romano, por lo que la ciudad fue arrasada y sus habitantes masacrados. Palmira fue reducida a una aldea y desapareció en gran medida de los registros históricos de ese período. Palmira se convirtió en una ciudad cristiana en las décadas posteriores a su destrucción por Aureliano. 
Lequien atribuye tres obispos a esta diócesis: Marino, que participó en el Concilio de Nicea I en 325; Juan I, quien intervino en el Concilio de Calcedonia en 451; y Juan II, quien fue depuesto en 518 como partidario del partido monofisita apoyado por el patriarca Severo de Antioquía. A finales de 527, Justiniano I ordenó la restauración de las iglesias y edificios públicos de Palmira. Palmira fue conquistada por el Califato ortodoxo después de su captura en 634 por el general musulmán Jálid ibn al-Walid. Después de la conquista musulmana el Islam reemplazó gradualmente al cristianismo, y el último obispo conocido de Palmira fue consagrado en 818. En la década de 1070, Siria fue conquistada por la dinastía selyúcida y en 1516 fue capturada por el Imperio otomano. 

### Sede titular
Una sede titular católica es una diócesis que ha cesado de tener un territorio definido bajo el gobierno de un obispo y que hoy existe únicamente en su título. Continúa siendo asignada a un obispo, quien no es un obispo diocesano ordinario, pues no tiene ninguna jurisdicción sobre el territorio de la diócesis, sino que es un oficial de la Santa Sede, un obispo auxiliar, o la cabeza de una jurisdicción que es equivalente a una diócesis bajo el derecho canónico.
La eparquía titular de Palmira de los greco-melquitas fue conferida por primera vez por la Santa Sede el 14 de enero de 1864 al obispo Joannia Massamiri, luego fue suprimida y posteriormente restaurada en 1951.
Existen además la diócesis titular latina de Palmira.

## Cronología de los obispos

### Obispos de la sede residencial
- Marino † (mencionado en 325)
- Juan I † (mencionado en 451)
- Juan II † (?-518 depuesto)

### Obispos de la sede titular
- Joannia Massamiri † (14 de enero de 1864-3 de septiembre de 1870 falleció)[3]
- Pierre Macarios Saba † (29 de noviembre de 1903-25 de junio de 1919 nombrado archieparca de Alepo)[4]
- Flaviano Khoury (Kfoury) † (1920-?)
- Basilio Antonio Leone Kilzi, B.A. † (11 de agosto de 1951-4 de julio de 1963 falleció)
- Grégoire Haddad † (30 de julio de 1965-9 de septiembre de 1968 nombrado archieparca de Beirut y Jbeil)
- Elias Nijmé, B.A. † (16 de agosto de 1971-7 de febrero de 1978 nombrado archieparca de Trípoli)
- François Abou Mokh, B.S. † (7 de febrero de 1978-11 de agosto de 2006 falleció)
- Jean-Abdo Arbach, B.C. (11 de noviembre de 2006-23 de junio de 2012 nombrado archieparca de Homs)
- Ibrahim Salameh, S.M.S.P., desde el 15 de agosto de 2013[5]